# 북극성

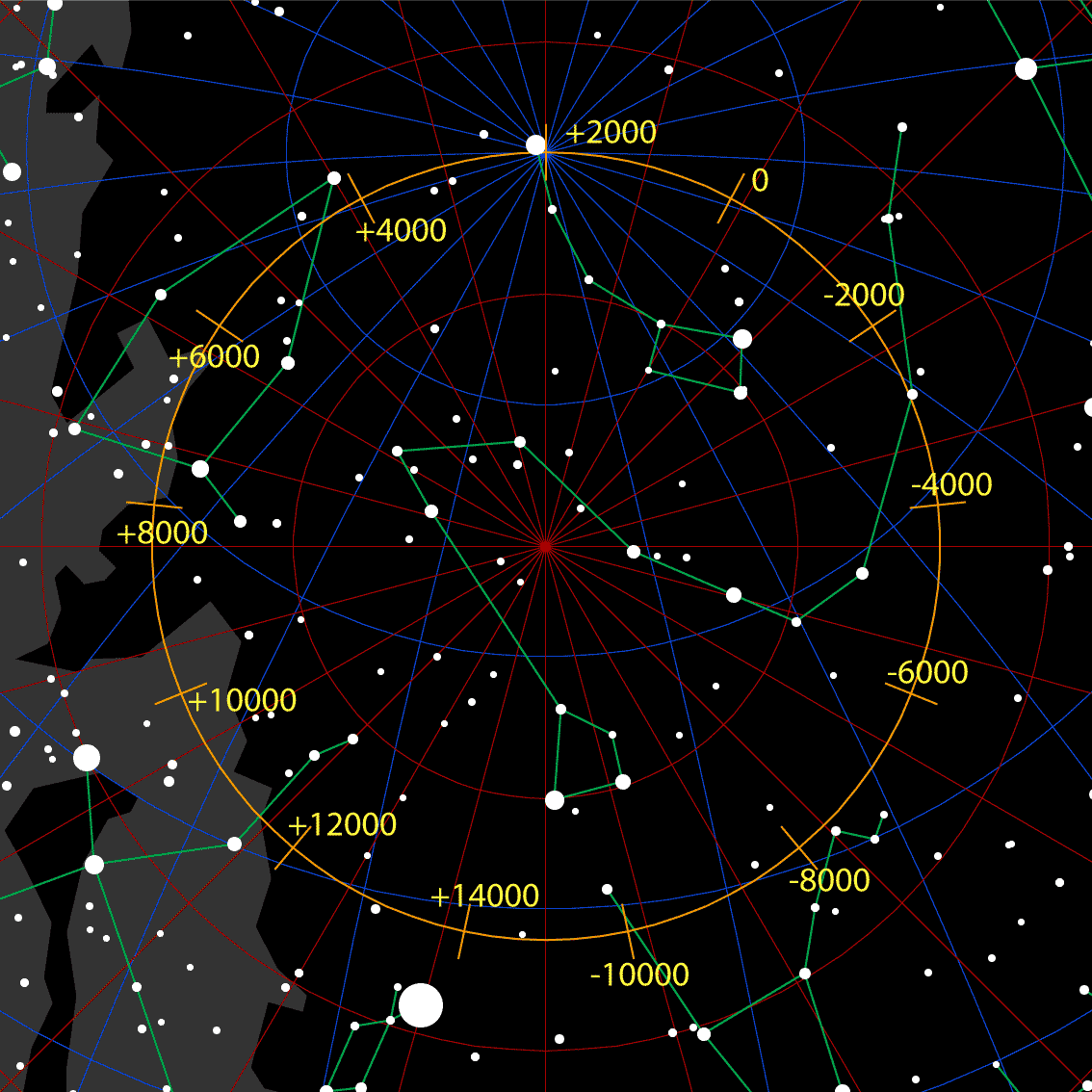
세차운동에 따른 북극성의 변화

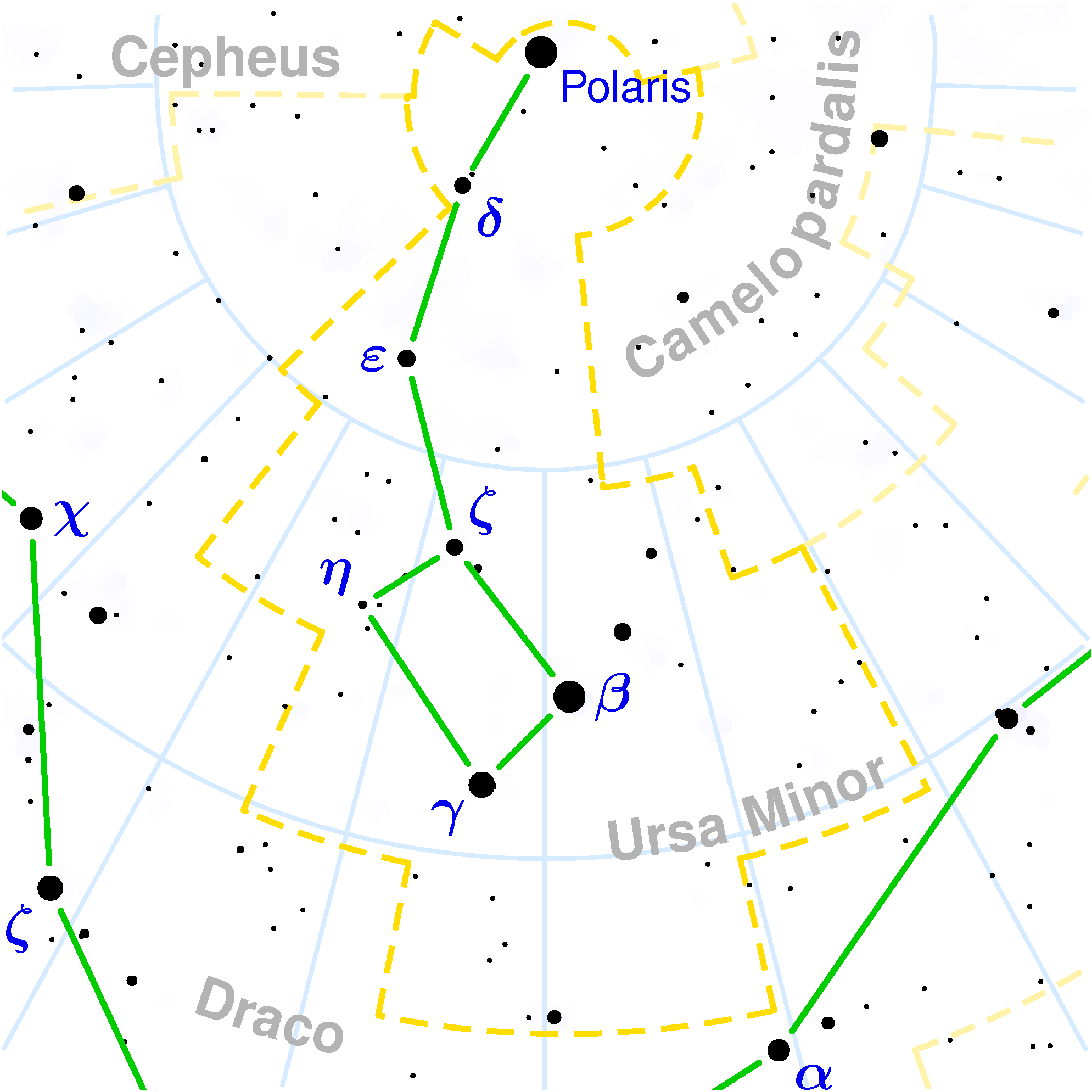
작은곰자리의 폴라리스가 현재의 북극성이다.

북극성(北極星, 영어: pole star, north star)은 천구(天球)의 북쪽에 자리한 별을 부르는 이름이다. 오늘날의 북극성은 폴라리스이며, 이 별의 겉보기 등급은 1.98등성이다. 하지만 폴라리스도 완전히 천구 북쪽에 자리잡은 별은 아니고 바로 옆에 자리했기 때문에 다른 별들처럼 1°씩 하늘에서 움직인다.
북극성은 고정된 별이 아니라, 세차운동의 영향으로 지구의 자전축이 움직이면서 25,770년을 주기로 바뀐다. 기원전 3000년 무렵에는 폴라리스 밝기의 1/5밖에 되지 않는, 3.67등성인 용자리의 알파별 투반이 북극성 자리에 있었다. 500년경까지의 북극성은 작은곰자리의 머리에 있는 베타별 코카브였다. 폴라리스는 5세기 인물인 Stobaeus가 "αει φανης(항상 보인다)"라고 묘사했는데, 이 때 폴라리스는 천구의 북극에서 약 8° 떨어져 있었다. 폴라리스는 현재 천구 북극에서 0.7° 벗어난 곳에 있고, 2100년경에는 0.46° 정도로 가장 가깝게 접근하며 천구의 북극과 북극성이 가리키는 방향이 거의 일치하게 된다. 이후 서기 14000년경에는 0.03등성의 밝은 별인 거문고자리 알파별 베가가 북극성 자리에 놓이게 된다.
남극성 자리에 해당하는 밝은 별은 현재 없다. 현재 천구의 남극에 가까운 별은 팔분의자리 시그마별인데 5.42등급의 어두운 별이다. 대신 남쪽을 가리키는 남십자자리가 남반구를 항해하는데 길잡이가 된다.
| 추정년도                          | 북극성인 별       | 비고                   |
| --------------------------------- | ----------------- | ---------------------- |
| 기원전 12000년경                  | 베가              | 이들 중 가장 밝다.     |
| 기원전 3000년경 ~ 기원전 1500년경 | 투반              | 용자리 알파성이다.     |
| 기원전 1500년경 ~ 서기 500년경    | 코카브            | 작은곰자리 베타성이다. |
| 현재                              | 폴라리스          |                        |
| 서기 3000년경 ~ 5200년경          | 세페우스자리 감마 |                        |
| 서기 5200년경 ~ 6800년경          | 세페우스자리 요타 |                        |
| 서기 7500년경                     | 알데라민          |                        |
| 서기 10000년경                    | 데네브            | 백조자리 알파성이다.   |
| 서기 14000년경                    | 베가              |                        |

## 같이 보기
- 폴라리스
- 극성 (천문학)
- 남극성
- 세차운동
- 겨울의 대삼각형